# Vuolijoki
Vuolijoki est une ancienne municipalité du centre-est de la Finlande, dans la région du Kainuu.
La municipalité est rattachée à la ville de Kajaani depuis le 1er janvier 2007.

## Géographie
La commune comprend une bonne fraction sud du grand lac Oulujärvi.
Le village de Vuolijoki est distant de 41 km du centre de Kajaani.
Elle est bordée par les communes et régions suivantes :
- Kainuu : Vaala au nord et Kajaani à l'est ;
- Savonie du Nord : Sonkajärvi et Vieremä au sud ;
- Ostrobotnie du Nord : Pyhäntä et Kestilä à l'ouest.

## Lieux et monuments

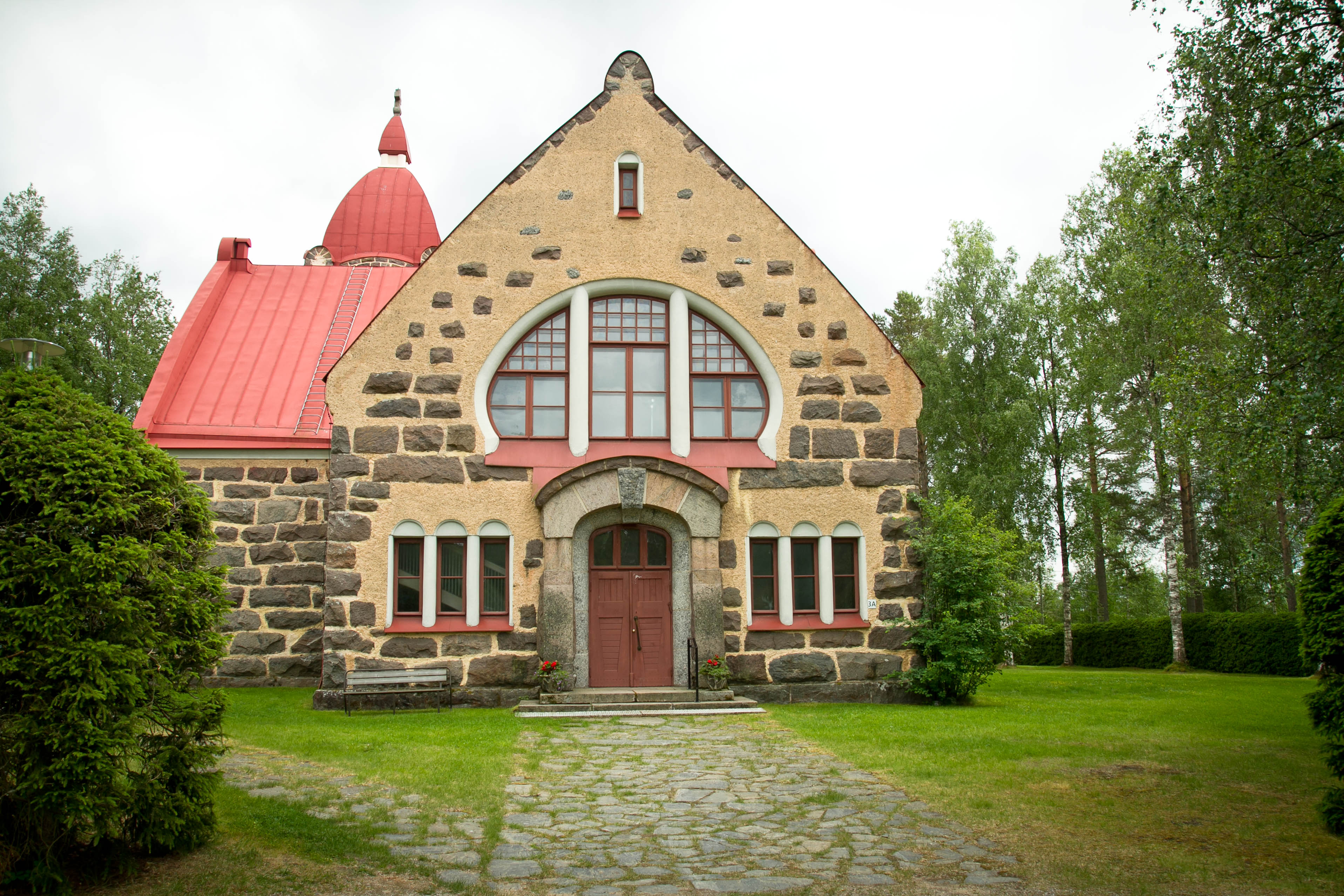
Église de Vuolijoki.

- Église de Vuolijoki

- Théâtre d'été de Vuolijoki (fi)

- Zone protégée de Talaskangas (fi)

## Économie
Vuolijoki s'est beaucoup développée grâce aux mines d'Otanmäki et de Vuorokas, fermées en 1985.
Elle compte près de 600 emplois industriels, notamment grâce à une usine de rails de chemin de fer (groupe Talgo).

## Démographie
La commune a été très durement touchée par l'exode rural et les restructurations de l'industrie :